# Weinbruderschaft Krems

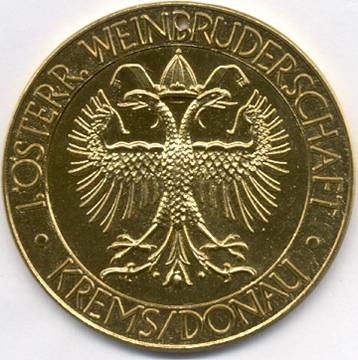
Siegel der Weinbruderschaft

Die Weinbruderschaft Krems ist die älteste österreichische Weinbruderschaft und Mitglied der Gemeinschaft Deutschsprachiger Weinbruderschaften.

## Geschichte, Gründung

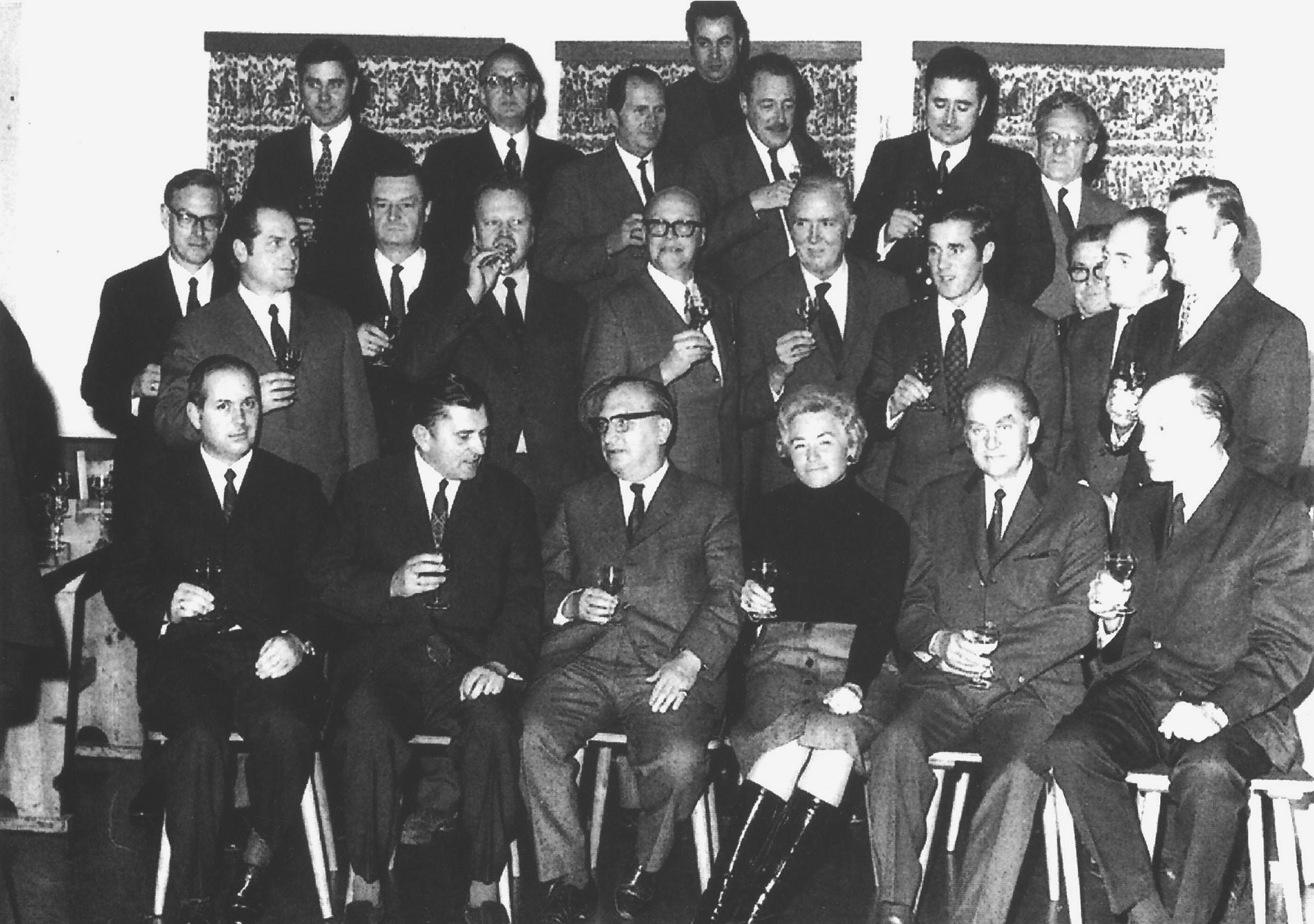
Gründungsmitglieder der Weinbruderschaft Krems (1970)

Der Martinstag (11. November) des Jahres 1970 ist der Gründungstag der Ersten Österreichischen Weinbruderschaft Krems. Die Revitalisierung der Dominikanerkirche und die Vorbereitungen zur Ausstellung „1000 Jahre Kunst in Krems“ gaben Anstoß zur Bildung des Proponentenkomitees für die Gründung einer Weinbruderschaft nach Pfälzer Muster. Von den ersten 24 Mitgliedern, für Weinkultur und Weingenuss aufgeschlossene Persönlichkeiten, waren die Hälfte im Weinbau tätig. Heute zählt die Bruderschaft 75 Mitglieder aus den Weinbaugebieten Wachau, Kremstal, Kamptal, Traisental und Wagram.

## Zweck
In den Statuten des Vereines, vom Gründungsvorsteher Herbert Franz ausgearbeitet, heißt es:

„Der Verein bezweckt den Zusammenschluss von ehrsamen Männern, die für die Ehrlichkeit und Lauterkeit des Weines einstehen, den verständnisvollen Genuss fördern und dem Wein die Achtung als Kulturgut zollen, so insbesondere bestrebt sind, das Wissen um die Vorzüge des heimischen Weines für die Lebensbejahung zu verbreitern, insbesondere durch Pflege der Geselligkeit mit Veranstaltungen kultureller Art wie Weintaufe am Martinstag, Abhaltung einer Schulung zur Weinkennerschaft (die Teilnahme ist verpflichtend), durch Führung einer Vinothek, in der edle Weine aufbewahrt und auf Anordnung des Bruderschaftsrates verkostet werden, durch Förderung der Belange des Kremser Weinbaumuseums sowie durch Aufnahme von Verbindungen mit anderen Weinbruderschaften des In- und Auslandes und durch Reisen in Gebiete vorhandener Weinkultur.“

Der Wahlspruch des Vereines Vinum Chremisense, Decus Et Gloria Mensae, geht auf einen Brief des Abtes von Goldenkron zurück, dessen südböhmisches Kloster auf dem Gelände der heutigen Kremser Volksschule Hafnerplatz/Spitalgasse einen Lesehof besaß.

## Bruderschaftsheim

Bruderschaftsheim im Dominikanerkloster von Krems

Sitz der Kremser Weinbruderschaft ist das Bruderschaftsheim im ehemaligen Dominikanerkloster von Krems. Die Dominikanerkirche mit Kreuzgang wurde 1264/65 fertiggestellt. Im östlichen Teil des alten Klostergebäudes befindet sich ein frühgotisches Gebäude mit einem Treppengiebel, auch als Terminhaus bezeichnet. Auf der ältesten historischen Darstellung der mittelalterlichen Stadt Krems um 1470 ist der markante Turmbau bereits zu sehen, der bei der grafischen Gestaltung der Titelseite der Jahresdokumentationen der Weinbruderschaft verwendet wird.

## Leitung
Die Leitung des Vereines obliegt dem Vorsteher und dem Bruderschaftsrat (Vorsteher, Stellvertreter, Sekretär, Kassier, Bibliothekar, Vinothekar), der Hauptversammlung, dem Ehrengericht und den Rechnungsprüfern. 

## Aktivitäten

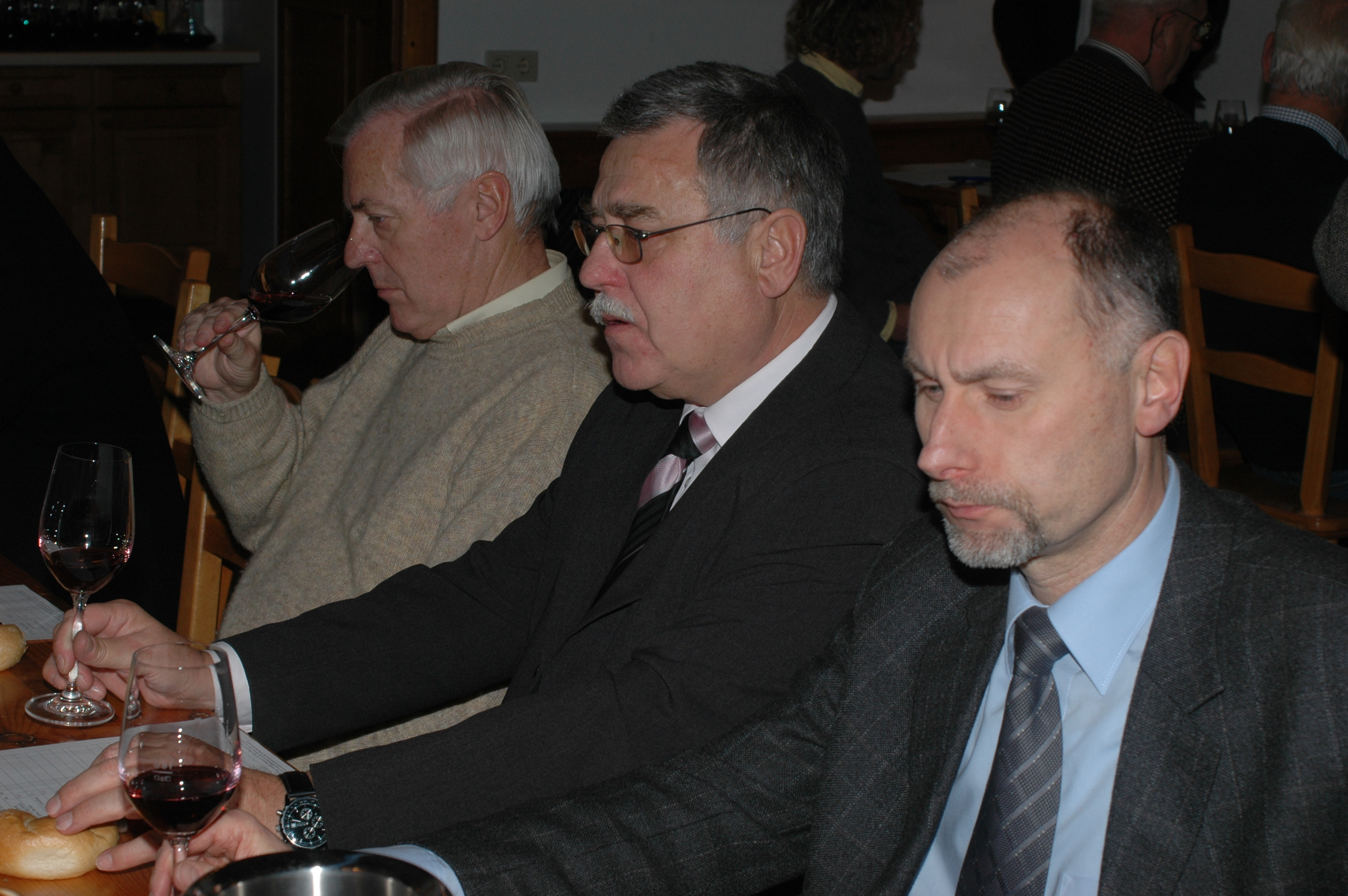
Weinkost im Bruderschaftsheim

Monatlich wird eine themenbezogene Weinkost im Bruderschaftsheim oder in einem Weinbaubetrieb in den Weinbaugebieten Wachau, Kremstal, Kamptal, Wagram oder Traisental, sowie aus renommierten internationalen Weinbaugebieten abgehalten. Jährlich wird eine festliche Martinifeier zum Gedenken an die Gründung der Bruderschaft mit Aufnahme neuer Mitglieder und der Vorstellung des neuen Jahrganges veranstaltet.
Seit 1992 erscheint jährlich ein Jahresbericht. Auch zeichnet die Weinbruderschaft Krems für die Herausgabe des Buches Der Kremser Wein und die klösterlichen Lesehöfe, Zweitausgabe 1998, verantwortlich.
Eine jahrelange Freundschaft verbindet die Weinbruderschaft Krems mit der Bruderschaft "Die Ehrbare Mainzer Weinzunft von 1443". In unregelmäßigen Abständen gibt es offizielle Besuche, aber inzwischen auch viele private Verbindungen.

## Ehrenmitglieder
- Eduard Kranner (1893–1977), Krems
- Siegfried Stoitzner (1892–1976),  Unter Loiben-Dürnstein
- Harry Kühnel (1927–1995), Krems
- Maximilian Fürnsinn, Stift Herzogenburg
- Robert Holl, Krems
- Josef Waldschütz, Brunn am Gebirge

## Vorsteher seit der Gründung
- Herbert Franz (1970–1985)
- Walter Hanika (1985–1995)
- Fritz Mahrer (1995–2001)
- Hans Frühwirth (2001–2003)
- Karl Bauer (2003–2017)
- Anton Brandstetter (ab 2017)